# Miss Mundo 2011
Miss Mundo 2011 fue la 61.ª edición del concurso Miss Mundo, que se llevó a cabo el 6 de noviembre de 2011 en Londres, Inglaterra. 113 candidatas de diferentes países y territorios autónomos compitieron por el título. Al final del evento, Alexandria Mills, Miss Mundo 2010 de Estados Unidos, coronó a Ivian Sarcos, de Venezuela, como su sucesora. 
El evento se estima haber sido visto por más de un billón de personas a nivel mundial convirtiéndose en uno de los Miss Mundo más vistos de la historia.

## Resultados
| Resultado Final | Candidata |
| --------------- | --- |
| Miss Mundo 2011 | - Venezuela - Ivian Sarcos |
| 1.ª finalista   | - Filipinas - Gwendoline Ruias |
| 2.ª finalista   | - Puerto Rico - Amanda Vilanova |
| Top 7           | - Inglaterra - Alize Lily Mounter - Corea del Sur - Kyung Min Doe - Sudáfrica - Bokang Montjane - Escocia - Jennifer Reoch |
| Top 15          | - Indonesia - Astrid Ellena - Italia - Tania Bambaci - Kazajistán - Zhanna Zhumaliyeva - España - Carla García - Suecia - Nicoline Artursson - Ucrania - Iaroslava Kuriacha - Islas Vírgenes de los Estados Unidos - Esonica Veira - Zimbabue - Malaika Mushandu                                                              |
| Top 20          | - Botsuana - Karabo Sampson - Chile - Gabriela Pulgar - Guatemala - Lourdes Figueroa - Paraguay - Nicole Huber - San Bartolomé - Johanna Sansano |
| Top 31          | - Australia - Amber Greasley - Brasil - Juceila Bueno - Canadá - Riza Santos - Hungría - Linda Szunai - India - Kanishtha Dhankhar - Japón - Midori Tanaka - Nueva Zelanda - Mianette Broekman - Rusia - Natalia Gantimurova - Serbia - Milica Tepavac - Tailandia - Pacharida Rodkongka - Trinidad y Tobago - Lee-Ann Forbes |

### Sobre el concurso y los países clasificados
- Venezuela gana por sexta vez el título de Miss Mundo, convirtiéndose en el país con mayor número de coronas y mayor número de finalistas.
- El show implementó un nuevo sistema de puntuaciones a través de una tabla, donde se indicaban las posiciones que iban ocupando las concursantes luego de los "Fast Track".
- Por primera vez las ganadoras de los "Fast Track" no avanzaron de manera directa a semifinales, sino que solo acumularon sus puntuaciones en la tabla anteriormente mencionada.
- Inglaterra, Indonesia y San Bartolomé clasificaron por primera vez.
- Los países que clasificaron el año pasado y de nuevo este año son: Paraguay, Italia, Puerto Rico, Escocia, Sudáfrica y Venezuela.
- Zimbabue clasificó por última vez en 1994; Chile en el 2000; Filipinas y las Islas Vírgenes de los Estados Unidos en 2005; Suecia en 2007; España y Ucrania en 2008 y en 2009 Kazajistán y Corea del Sur.

### 30 Puntuaciones más altas
| N.º | Delegada                             | Puntuación |
| --- | ------------------------------------ | ---------- |
| 01  | Puerto Rico                          | 233        |
| 02  | Venezuela                            | 226        |
| 03  | Filipinas                            | 223        |
| 04  | Ucrania                              | 221        |
| 05  | Kazajistán                           | 220        |
| 06  | Escocia                              | 220        |
| 07  | España                               | 219        |
| 08  | Inglaterra                           | 218        |
| 09  | Zimbabue                             | 217        |
| 10  | Sudáfrica                            | 214        |
| 11  | Islas Vírgenes de los Estados Unidos | 207        |
| 12  | Suecia                               | 207        |
| 13  | Corea del Sur                        | 205        |
| 14  | Italia                               | 203        |
| 15  | Indonesia                            | 202        |
| 16  | Paraguay                             | 199        |
| 17  | San Bartolomé                        | 199        |
| 18  | Chile                                | 198        |
| 19  | Botsuana                             | 189        |
| 20  | Guatemala                            | 188        |
| 21  | Australia                            | 188        |
| 22  | Rusia                                | 188        |
| 23  | Serbia                               | 186        |
| 24  | Trinidad y Tobago                    | 185        |
| 25  | Japón                                | 183        |
| 26  | Hungría                              | 181        |
| 27  | Tailandia                            | 181        |
| 28  | India                                | 181        |
| 29  | Brasil                               | 180        |
| 30  | Nueva Zelanda                        | 179        |

### Fast Track

#### Belleza de la playa
Esta prueba se celebró en el Marriott Country Hall, de Londres el 29 de octubre de 2011 junto con la prueba de Súper Modelo. El panel de jueces eligieron a 36 candidatas en lugar de 20. Después de la deliberación, los jueces eligieron a 20 finalistas y el 6 de noviembre en la final anunciaron a la ganadora del premio. 
| Resultado Final | Candidata |
| --------------- | --- |
| Top 20          | - Bolivia – Yohana Vaca - Brasil – Juceila Bueno - Inglaterra – Alize Lily Mounter (Ganadora) - Italia – Tania Bambaci - Kazajistán – Zhanna Zhumaliyeva - Corea del Sur – Kyung Min Doe - Martinica – Axelle Perrier - Nueva Zelanda – Mianette Broekman - Irlanda del Norte – Finola Guinnane - Paraguay – Nicole Huber - Filipinas – Gwendoline Ruais - Puerto Rico – Amanda Vilanova - Rusia – Natalia Gantimurova - San Bartolomé – Johanna Sansano - Serbia – Milica Tepavac - España – Carla García - Suecia – Nicoline Artursson - Ucrania – Iaroslava Kuriacha - Venezuela – Ivian Sarcos - Zimbabue – Malaika Mushandu |
| Top 36          | - Argentina – Antonella Kruger - Aruba – Gillain Berry - Bielorrusia – Anastasia Harlanova - Bermudas – Jana Lynn Outerbridge - Francia – Clémence Oleksy - Hungría – Linda Szunai - Israel – Ella Ran - Japón – Midori Tanaka - Mauricio – Joelle Nagapen - Moldavia – Veronica Popovici - Panamá – Irene Núñez - Sudáfrica – Bokang Montjane - Uganda – Sylvia Namutebi - Estados Unidos – Erin Cummins - Islas Vírgenes de los Estados Unidos – Esonica Veira - Gales – Sara Manchipp |

#### Súper Modelo
| Resultado Final | Candidata |
| --------------- | --- |
| Top 20          | - Albania – Isi Topçiu-Ulaj - Argentina – Antonella Kruger - Australia – Amber Greasley - Barbados – Taisha Carrington - Bolivia – Yohana Vaca - China – Liu Chen - Inglaterra – Alize Lily Mounter - Francia – Clémence Oleksy - India – Kanishtha Dhankar - Italia – Tania Bambaci - Japón – Midori Tanaka - Kazajistán – Zhanna Zhumaliyeva (Ganadora) - Kenia – Susan Anyango - Corea del Sur – Kyung Min Doe - Martinica – Axelle Perrier - Filipinas – Gwendoline Ruais - Suecia – Nicoline Artursson - Ucrania – Iaroslava Kuriacha - Venezuela – Ivian Sarcos - Zimbabue – Malaika Mushandu |

#### Miss Deportes
| Grupo   | Candidata |
| ------- | --- |
| Group 1 | - Australia – Amber Greasley - Bahamas – Sasha Joyce - Bolivia – Yohana Vaca - Bonaire – Benazir Charles - Chile – Gabriela Pulgar - Canadá – Riza Santos                                             |
| Group 2 | - Botsuana – Karabo Sampson - República Checa – Denisa Domanská - Dinamarca – Maya Olesen - República Dominicana – Marianly Tejada (Ganadora) - Guatemala – Lourdes Figueroa - Hungría – Linda Szunai |
| Group 3 | - Alemania – Sabrina-Nathalie Reitz - Jamaica – Danielle Crosskill - Letonia – Alise Miškovska - Panamá – Irene Núñez - Paraguay – Nicole Huber - Portugal – Barbara Franco                           |
| Group 4 | - Puerto Rico – Amanda Vilanova - Escocia – Jennifer Reoch - Singapur – May Hsu - Suecia – Nicoline Artursson - Trinidad y Tobago – Lee-Ann Forbes - Venezuela – Ivian Sarcos                         |

#### Belleza con Propósito
El 6 de noviembre, durante la transmisión de la final, se anunciaron las dos ganadoras de este premio. 
| Resultado Final | Candidata |
| --------------- | --- |
| Top 30          | - Argentina – Antonella Kruger - Bahamas – Sasha Joyce - Barbados – Taisha Carrington - El Salvador – Karen Castro - Bonaire – Benazir Charles - Botsuana – Karabo Sampson - Ecuador – María Verónica Vargas - Inglaterra – Alize Lily Mounter - Ghana - Stephanie Karikari (Ganadora) - Guatemala – Lourdes Figueroa - India – Kanishtha Dhankar - Indonesia - Astrid Ellena (Ganadora) - Kenia – Susan Anyango - Letonia – Alise Miškovska - Liberia – Meenakshi Subramani - Malasia – Chloe Chen - Malta – Claire Marie Busuttil - Namibia – Luzaan van Wyk - Nepal – Malina Joshi - Perú – Odilia García - Filipinas – Gwendoline Ruais - Puerto Rico – Amanda Vilanova - Escocia – Jennifer Reoch - Sudáfrica – Bokang Montjane - España – Carla García - Sri Lanka – Pushpika De Silva - Suecia – Nicoline Artursson - Tanzania – Salha Israel - Tailandia – Patcharida Blatchford - Islas Vírgenes de los Estados Unidos – Esonica Veira - Zimbabue – Malaika Mushandu |

#### Talento
La competencia de Talentos fue realizada el 22 de octubre de 2011. Se seleccionaron a 20 chicas como finalistas las cuales presentaron sus talentos tales como canto, baile, drama, entre otros. Luego de una fuerte deliberación los jueces seleccionaron a 11 competidoras de la cual se eligió a Miss Talento 2011, siendo anunciada la ganadora en la noche final.
| Resultado Final | Candidata |
| --------------- | --- |
| Top 11          | - Chile – Gabriela Pulgar (Ganadora) - China – Liu Chen - Guatemala – Lourdes Figueroa - Indonesia – Astrid Ellena - Kazajistán – Zhanna Zhumaliyeva - Lituania – Ieva Gervinskaitė - Paraguay – Nicole Huber - Puerto Rico – Amanda Vilanova - San Bartolomé – Johanna Sansano - Ucrania – Yaroslava Kuriacha - Islas Vírgenes de los Estados Unidos – Esonica Veira |
| Top 20          | - Barbados – Taisha Carrington - Canadá – Riza Santos - Islas Caimán – Lindsay Japal - República Checa – Denisa Domanská - Islandia – Sigrún Eva Ármannsdóttir - Letonia – Alise Miškovska - Malta – Claire Busuttil - Sudáfrica – Bokang Montjane - Venezuela – Ivian Sarcos                                                                                         |

## Delegadas
113 delegadas participaron en esta edición:
| País                                 | Delegada                      | Edad | Estatura         | Origen                    |
| ------------------------------------ | ----------------------------- | ---- | ---------------- | ------------------------- |
| Albania                              | Isi Topçiu-Ulaj               | 18   | 1,83 m (6′ 0″)   | Tirana                    |
| Argentina                            | Antonella Kruger              | 19   | 1,72 m (5′ 8″)   | Buenos Aires              |
| Aruba                                | Gillain Berry                 | 24   | 1,75 m (5′ 9″)   | Oranjestad                |
| Australia                            | Amber Greasley                | 18   | 1,78 m (5′ 10″)  | Brisbane                  |
| Austria                              | Julia Hofer                   | 19   | 1,74 m (5′ 9″)   | Mayrhofen                 |
| Bahamas                              | Sasha Joyce                   | 23   | 1,76 m (5′ 9″)   | Freeport                  |
| Barbados                             | Taisha Carrington             | 18   | 1,67 m (5′ 6″)   | Bridgetown                |
| Bielorrusia                          | Anastasia Harlanova           | 21   | 1,76 m (5′ 9″)   | Minsk                     |
| Bélgica                              | Justine De Jonckheere         | 19   | 1,73 m (5′ 8″)   | Wevelgem                  |
| Belice                               | Kadejah Tunn                  | 17   | 1,63 m (5′ 4″)   | Ciudad de Belice          |
| Bermudas                             | Jana Lynn Outerbridge         | 22   | 1,70 m (5′ 7″)   | St. George's              |
| Bolivia                              | Yohana Vaca                   | 23   | 1,77 m (5′ 10″)  | Santa Cruz                |
| Bonaire                              | Benazir Berends-Charles       | 19   | 1,76 m (5′ 9″)   | Kralendijk                |
| Bosnia y Herzegovina                 | Snežana Kuzmanović            | 17   | 1,78 m (5′ 10″)  | Laktaši                   |
| Botsuana                             | Karabo Sampson                | 20   | 1,71 m (5′ 7″)   | Tsabong                   |
| Brasil                               | Juceila Bueno                 | 22   | 1,78 m (5′ 10″)  | Vera Cruz                 |
| Bulgaria                             | Vania Peneva                  | 23   | 1,77 m (5′ 10″)  | Kazanlak                  |
| Canadá                               | Riza Santos                   | 23   | 1,70 m (5′ 7″)   | Calgary                   |
| Islas Caimán                         | Lindsay Japal                 | 23   | 1,75 m (5′ 9″)   | Georgetown                |
| Chile                                | Gabriela Pulgar Luco          | 22   | 1,75 m (5′ 9″)   | Santiago                  |
| China                                | Liu Chen                      | 25   | 1,80 m (5′ 11″)  | Harbin                    |
| Chipre                               | Orthodoxia Panagi             | 19   | 1,70 m (5′ 7″)   | Nicosia                   |
| Colombia                             | Monica Restrepo Villamil      | 21   | 1,74 m (5′ 9″)   | Bogotá                    |
| Costa Rica                           | Paola Chaverri                | 19   | 1,80 m (5′ 11″)  | Heredia                   |
| Costa de Marfil                      | Kohiman Kouadio               | 18   | 1,80 m (5′ 11″)  | Gagnoa                    |
| Croacia                              | Katarina Prnjak               | 20   | 1,70 m (5′ 7″)   | Šibenik                   |
| Curazao                              | Monifa Joanne-Marie Jansen    | 18   | 1,76 m (5′ 9″)   | Willemstad                |
| Dinamarca                            | Maya Padillo Olesen           | 20   | 1,75 m (5′ 9″)   | Christiansfeld            |
| República Dominicana                 | Marianly Tejada               | 19   | 1,81 m (5′ 11″)  | San Francisco de Macorís  |
| Ecuador                              | María Verónica Vargas         | 21   | 1,75 m (5′ 9″)   | Guayaquil                 |
| Egipto                               | Donia Hamed                   | 23   | 1,79 m (5′ 10″)  | Cairo                     |
| El Salvador                          | Marcela Castro                | 18   | 1,72 m (5′ 8″)   | San Salvador              |
| España                               | Carla Barber                  | 20   | 1,76 m (5′ 9″)   | Las Palmas                |
| Estados Unidos                       | Erin Cummins                  | 19   | 1,77 m (5′ 10″)  | Seattle                   |
| Filipinas                            | Gwendoline Gaelle Ramos Ruais | 22   | 1,83 m (6′ 0″)   | Muntinlupa City           |
| Finlandia                            | Sara Sieppi                   | 19   | 1,73 m (5′ 8″)   | Oulu                      |
| Francia                              | Clémence Oleksy               | 16   | 1,76 m (5′ 9″)   | Vichy                     |
| Georgia                              | Janet Kerdikoshvili           | 19   | 1,74 m (5′ 9″)   | Tbilisi                   |
| Alemania                             | Sabrina-Nathalie Reitz        | 21   | 1,74 m (5′ 9″)   | Frankfurt                 |
| Ghana                                | Stephanie Karikari            | 18   | 1,73 m (5′ 8″)   | Atwima                    |
| Gibraltar                            | Michelle Pedersen             | 23   | 1,73 m (5′ 8″)   | Gibraltar                 |
| Grecia                               | Eleni Miariti                 | 21   | 1,78 m (5′ 10″)  | Atenas                    |
| Guadalupe                            | Violane Frédérique Grainville | 20   | 1,75 m (5′ 9″)   | Saint-Claude              |
| Guam                                 | Siera Robertson               | 21   | 1,78 m (5′ 10″)  | Yona                      |
| Guatemala                            | Lourdes Figueroa              | 23   | 1,77 m (5′ 10″)  | Guatemala City            |
| Honduras                             | Bessy López                   | 18   | 1,74 m (5′ 9″)   | Choloma                   |
| Hong Kong                            | Hyman Chu                     | 17   | 1,75 m (5′ 9″)   | Hong Kong                 |
| Hungría                              | Linda Szunai                  | 18   | 1,72 m (5′ 8″)   | Nagykovácsi               |
| India                                | Kanishtha Dhankar             | 22   | 1,77 m (5′ 10″)  | Mumbai                    |
| Indonesia                            | Astrid Ellena                 | 21   | 1,69 m (5′ 7″)   | Surabaya                  |
| Inglaterra                           | Alize Lily Mounter            | 22   | 1,79 m (5′ 10″)  | Londres                   |
| Irlanda                              | Holly Carpenter               | 19   | 1,77 m (5′ 10″)  | Dublín                    |
| Islandia                             | Sigrún Eva Ármannsdóttir      | 18   | 1,80 m (5′ 11″)  | Akranes                   |
| Israel                               | Ella Ran                      | 21   | 1,80 m (5′ 11″)  | Herzliya                  |
| Italia                               | Tania Bambaci                 | 21   | 1,83 m (6′ 0″)   | Barcellona Pozzo di Gotto |
| Jamaica                              | Danielle Crosskill            | 19   | 1,69 m (5′ 7″)   | Kingston                  |
| Japón                                | Midori Tanaka                 | 22   | 1,70 m (5′ 7″)   | Okayama                   |
| Kazajistán                           | Zhanna Zhumaliyeva            | 24   | 1,79 m (5′ 10″)  | Uralsk                    |
| Kenia                                | Susan Anyango                 | 19   | 1,82 m (6′ 0″)   | Nairobi                   |
| Corea del Sur                        | Kyeong Min Doe                | 19   | 1,75 m (5′ 9″)   |                           |
| Kirguistán                           | Nazira Nurzhanova             | 19   | 1,74 m (5′ 9″)   | Biskek                    |
| Letonia                              | Alise Miškovska               | 16   | 1,74 m (5′ 9″)   | Daugavpils                |
| Líbano                               | Yara Khoury-Mikhael           | 19   | 1,76 m (5′ 9″)   | Beirut                    |
| Liberia                              | Meenakshi Subramani           | 17   | 1,72 m (5′ 8″)   | Monrovia                  |
| Lituania                             | Ieva Gervinskaité             | 21   | 1,77 m (5′ 10″)  | Skuodas                   |
| Macedonia del Norte                  | Vesna Jakimovska              | 19   | 1,74 m (5′ 9″)   | Struga                    |
| Malasia                              | Chloe Chen                    | 21   | 1,75 m (5′ 9″)   | Kuala Lumpur              |
| Malta                                | Claire Marie Busuttil         | 22   | 1,73 m (5′ 8″)   | La Valeta                 |
| Martinica                            | Axelle Perrier                | 19   | 1,75 m (5′ 9″)   | Fort de France            |
| Mauricio                             | Joelle Nagapen                | 22   | 1,68 m (5′ 6″)   | St. Pierre                |
| México                               | Gabriela Palacio              | 22   | 1,76 m (5′ 9″)   | Aguascalientes            |
| Moldavia                             | Veronica Popovici             | 21   | 1,75 m (5′ 9″)   | Chisináu                  |
| Mongolia                             | Buyankhishig Unurbayar        | 21   | 1,77 m (5′ 10″)  | Ulan Bator                |
| Montenegro                           | Maja Maraš                    | 20   | 1,75 m (5′ 9″)   | Podgorica                 |
| Namibia                              | Luzaan van Wyk                | 24   | 1,79 m (5′ 10″)} | Windhoek                  |
| Nepal                                | Malina Joshi                  | 23   | 1,69 m (5′ 7″)   | Dharan                    |
| Nicaragua                            | Darling Trujillo              | 24   | 1,78 m (5′ 10″)  | Ciudad Darío              |
| Países Bajos                         | Jill Lauren De Robles         | 22   | 1,75 m (5′ 9″)   | Drenthe                   |
| Nueva Zelanda                        | Mianette Broekman             | 22   | 1,74 m (5′ 9″)   | Auckland                  |
| Nigeria                              | Sylvia Nduka                  | 20   | 1,77 m (5′ 10″)  | Taraba                    |
| Irlanda del Norte                    | Finola Guinnane               | 22   | 1,72 m (5′ 8″)   | Drumbo                    |
| Noruega                              | Anna Zahl                     | 23   | 1,70 m (5′ 7″)   | Sortland                  |
| Panamá                               | Irene Núñez                   | 23   | 1,75 m (5′ 9″)   | Veraguas                  |
| Paraguay                             | Nicole Huber                  | 21   | 1,75 m (5′ 9″)   | Asunción                  |
| Perú                                 | Odilia Pamela García Pineda   | 24   | 1,81 m (5′ 11″)  | Lima                      |
| Polonia                              | Angelika Ogryzek              | 19   | 1,76 m (5′ 9″)   | Szczecin                  |
| Portugal                             | Barbara Franco                | 19   | 1,74 m (5′ 9″)   | Ribeira Brava             |
| Puerto Rico                          | Amanda Vilanova               | 19   | 1,73 m (5′ 8″)   | San Juan                  |
| República Checa                      | Denisa Domanská               | 19   | 1,74 m (5′ 9″)   | Koryčany                  |
| Rumania                              | Alexandra Stanescu            | 21   | 1,75 m (5′ 9″)   | Bucarest                  |
| Rusia                                | Natalia Gantimurova           | 19   | 1,81 m (5′ 11″)  | Moscú                     |
| San Bartolomé                        | Johanna Sansano               | 21   | 1,74 m (5′ 9″)   | Gustavia                  |
| Escocia                              | Jennifer Reoch                | 22   | 1,80 m (5′ 11″)  | Glasgow                   |
| Serbia                               | Milica Tepavac                | 23   | 1,76 m (5′ 9″)   | Sombor                    |
| Sierra Leona                         | Swadu Natasha Beckley         | 22   | 1,83 m (6′ 0″)   | Freetown                  |
| Singapur                             | May Hsu                       | 21   | 1,71 m (5′ 7″)   | Singapur                  |
| Eslovaquia                           | Michaela Ňurciková            | 20   | 1,78 m (5′ 10″)  | Nové Zámky                |
| Eslovenia                            | Lana Mahnič Jekoš             | 21   | 1,76 m (5′ 9″)   | Grosuplje                 |
| Sudáfrica                            | Bokang Montjane               | 24   | 1,75 m (5′ 9″)   | Johannesburgo             |
| Sri Lanka                            | Pushpika De Silva             | 21   | 1,80 m (5′ 11″)  | Colombo                   |
| Suecia                               | Nicoline Artursson            | 18   | 1,77 m (5′ 10″)  | Halmstad                  |
| Tanzania                             | Salha Israel                  | 18   | 1,68 m (5′ 6″)   | Ilala                     |
| Tailandia                            | Pacharida Rodkongka           | 20   | 1,77 m (5′ 10″)  | Bangkok                   |
| Trinidad y Tobago                    | Lee-Ann Forbes                | 21   | 1,83 m (6′ 0″)   | St. James                 |
| Turquía                              | Gizem Karaca                  | 18   | 1,71 m (5′ 7″)   | Estambul                  |
| Uganda                               | Sylvia Namutebi               | 23   | 1,75 m (5′ 9″)   | Kampala                   |
| Ucrania                              | Yaroslava Kuryacha            | 19   | 1,76 m (5′ 9″)   | Vínnitsa                  |
| Uruguay                              | Belén Sogliano                | 18   | 1,71 m (5′ 7″)   | Montevideo                |
| Islas Vírgenes de los Estados Unidos | Esonica Veira                 | 22   | 1,72 m (5′ 8″)   | St. Thomas                |
| Venezuela                            | Ivian Lunasol Sarcos          | 22   | 1,82 m (6′ 0″)   | Guanare                   |
| Vietnam                              | Victoria Phạm Thuý Vy         | 21   | 1,73 m (5′ 8″)   | California                |
| Gales                                | Sara Manchipp                 | 21   | 1,60 m (5′ 3″)   | Port Talbot               |
| Zimbabue                             | Malaika Mushandu              | 19   | 1,78 m (5′ 10″)  | Harare                    |

## Debuts
- Kirguistán
- San Bartolomé

## Países que regresan a la competencia
| - 1995: - Bermudas - 1996: - Bonaire - Guam - 2005: - Nicaragua - 2008: - Chile - 2009: - Austria - Eslovenia - Liberia - República Dominicana |

## Retiros
- Angola[12]
- Armenia
- Cabo Verde[12]
- Etiopía[12]
- Guyana[12]
- Lesoto
- Macao
- Polinesia Francesa
- San Cristóbal y Nieves
- Santa Lucía
- Sudán del Sur
- Surinam
- Zambia

## Crossovers
| Miss Universo - 2008: Guam - Siera Robertson - 2009: Guatemala - Lourdes figueroa - 2011: Aruba - Gillain Berry - 2011: Bélgica - Justine De Jonckheere - 2011: Mauricio - Laetitia Darche - 2011: Rusia - Natalia Gantimurova - 2011: Sudáfrica - Bokang Montjane - 2013: Canadá - Riza Santos - 2015: España - Carla García - 2015: Georgia - Janet Kerdikoshvili - 2017: Islas Vírgenes de los Estados Unidos - Esonica Veira | Miss Tierra - 2006: Canadá - Riza Santos (Miss Fotogénica) - 2007': Sudáfrica - Bokang Montjane (Top 16) - 2007: Perú - Odilia García (Top 8) - 2008: Martinica - Violane Grainville (Representó a Guadalupe) - 2011: Paraguay - Nicole Huber (Top 16) - 2014: Islas Vírgenes de los Estados Unidos - Esonica Veira Miss Internacional - 2008: Martinica - Violane Grainville (Representó a Guadalupe) - 2009: Sudáfrica - Bokang Montjane - 2010: México - Gabriela Palacio Díaz - 2012: Paraguay - Nicole Huber (Cuarta Finalista) - 2015: Hungría - Linda Szunai Miss Supranacional - 2013: Islas Vírgenes de los Estados Unidos - Esonica Veira (Cuarta Finalista) |